# Palmerston North
Palmerston North, offizielle Bezeichnung Palmerston North City, auf Maori Te Papaioea oder als Transliteration Pamutana, ist eine Stadt und eine eigenständige Territorial Authority (Gebietskörperschaft) auf der Nordinsel von Neuseeland. Sie ist gleichzeitig Sitz der Region Manawatū-Whanganui. Das Zentrum von Palmerston North bildet The Square, ein kleiner Park, in dem sich unter anderem ein Kriegerdenkmal befindet. Um diesen Park herum verlaufen alle Hauptstraßen der Stadt.

## Namensherkunft
Die Stadt wurde am 3. Oktober 1866 gegründet, benannt nach Henry Temple, 3. Viscount Palmerston, einem früheren Premierminister Großbritanniens. Um Verwechslungen mit dem Ort Palmerston auf der neuseeländischen Südinsel zu vermeiden, wurde im Jahr 1871 postalisch die Nachsilbe „North“ angefügt. 1877 wurde der Name offiziell in Palmerston North geändert.

## Geographie

### Geographische Lage
Palmerston North liegt etwa 140 km nördlich von Wellington im Zentrum der Manawatu Plains, einer ausgedehnten Ebene um den Flusslauf des Manawatū River und seiner Nebenflüsse. Die Stadt verfügt über eine reine Landfläche von 395 km² und zählte zum Census im Jahr 2013 80.079 Einwohner. Damit gehört die Stadt flächenmäßig zu den mittelgroßen Städte des Landes und stellt mit einer Bevölkerungsdichte von 202,9 Einwohner pro km² ebenfalls Durchschnitt dar. Südöstlich von Palmerston North liegt die Gebirgskette der Tararua Range und nordöstlich die der Ruahine Range, die beide lediglich durch den Manawatu Gorge (Schlucht) voneinander getrennt werden. Nordwestlich des Stadtgebiets befindet sich der Manawatu District, östlich schließt sich der Tararua District an und im Südwesten liegt der Horowhenua District.

### Stadtgliederung
Palmerston North besteht aus folgenden Stadtteilen (im Uhrzeigersinn von Norden): Papaioea, Milson, Roslyn, Kelvin Grove, Brightwater, Hokowhitu, Te Awe Awe, West End, Riverdale, Awapuni, Westbrook, Highbury, Takaro und Cloverlea. Außerdem gehört die Siedlung Ashhurst, die außerhalb des Stadtgebiets auf dem Land liegt, zur Stadt.

### Klima
Die mittleren Tagestemperaturen liegen im Sommer zwischen 22 °C und 23 °C und im Winter um die 4 °C bis 5 °C, wobei die durchschnittliche Sonnenscheindauer um 1850 Stunden pro Jahr beträgt. Die Niederschläge liegen um 1200 mm pro Jahr mit bevorzugten Windrichtungen aus Nordwest.

## Geschichte
Am 23. Juli 1864 kaufte die Regierung 250.000 Acres Land dem ortsansässigen Māori-Stamm der Rangitāne ab, um es als Siedlungsland an europäische Siedler zu verkaufen. Am 3. Oktober 1866 wurde dann schließlich Palmerston gegründet. Namensgeber war der britische Staatsmann Henry Temple, 3. Viscount Palmerston. Nach der Umbenennung in Palmerston North bekam die Stadt am 12. Juli 1877 den Status einer Borough verliehen. Nachdem die Stadt 1930 die 20.000-Einwohner-Marke überschritten hatte, wurde sie am 1. August 1930 zu einer City hochgestuft. In den 1950er- und 1960er-Jahren wurde das Stadtgebiet erweitert und im Zuge der Verwaltungsreform des Jahres 1989 neu strukturiert und auf den heutigen Stand festgelegt.
Palmerston North war unter anderem einer der Austragungsorte bei der Rugby-Union-Weltmeisterschaft 1987 und der Rugby-Union-Weltmeisterschaft 2011.

## Bevölkerung

### Bevölkerungsentwicklung
Von den 80.079 Einwohnern der Stadt waren 2013 12.546 Einwohner Māori-stämmig (15,7 %). Damit lebten 2,1 % der Māori-Bevölkerung des Landes in der Stadt.

### Herkunft und Sprachen
Bei der Frage nach der Zugehörigkeit einer ethnischen Gruppe in der Volkszählung 2013 gaben 78,9 % an, Europäer zu sein, 16,5 % gaben an, Māori-Wurzeln zu haben, 4,5 % kamen von den Inseln des pazifischen Raums und 9,7 % stammten aus Asien (Mehrfachnennungen waren möglich). 19,2 % der Bevölkerung gab an, in Übersee geboren zu sein und 3,9 % der Bevölkerung sprachen Māori, unter den Māori 20,3 %. Das durchschnittliche Einkommen in der Bevölkerung lag 2013 bei 27.000 NZ$, gegenüber 28.500 NZ$ im Landesdurchschnitt.

## Politik

### Verwaltung
Palmerston North ist nicht wie andere Territorial Authorities (Gebietskörperschaften) in verschiedene Wards eingeteilt. Der City Council (Stadtrat), der Palmerston North City Council genannt wird, bildet sich aus fünfzehn Councillors (Ratsmitglieder) zusammen mit dem Mayor (Bürgermeister). Der Bürgermeister und die Ratsmitglieder werden alle drei Jahre neu gewählt. Bürgermeister ist seit 2015 Grant Smith.

### Städtepartnerschaften
- Missoula, Montana, Vereinigte Staaten, seit 2010
- Guiyang, China[9]

## Wirtschaft
In der Stadt ist der neuseeländische Automobilhändler Toyota New Zealand ansässig.

### Medien
Einzige täglich erscheinende Tageszeitung der Stadt ist der Manawatū Standard.

## Infrastruktur

### Verkehr

#### Straßenverkehr
Verkehrstechnisch angeschlossen ist die Stadt durch die New Zealand State Highways 3, 54, 56 und 57, die bis auf letzteren alle durch die Stadt führen. Der State Highways 57 führt direkt am südöstlichen Rand des Stadtzentrums vorbei.

#### Schienenverkehr
Der Bahnhof von Palmerston North liegt an der North Island Main Trunk Railway, die Auckland und Wellington verbindet. Zugleich beginnt hier die Bahnstrecke Palmerston North–Gisborne. Bis 1966 befanden sich die Bahnanlagen im Stadtzentrum, bevor sie damals an den Westrand der Stadt verlegt wurden. Im Bahnhof hält der Northern Explorer, der Wellington mit Auckland verbindet. Der Bahnhof ist zudem Ausgangs- und Endpunkt für den Capital Connection nach Wellington.

#### Flugverkehr
Nördlich der Stadt, im Stadtteil Milson, befindet sich mit dem Palmerston North Airport ein internationaler Flughafen in der Nähe der Stadt. Die gut 22 km westlich gelegene RNZAF Base Ohakea dient der zivilen Luftfahrt als Ausweichflugplatz.

### Bildung
In der Stadt befinden sich sowohl eine technische Hochschule, das Universal College of Learning, als auch das International Pacific College. Außerdem hat die Massey University neben einem Campus in Wellington und einem weiteren in Albany (North Shore, nahe Auckland) auch zwei in Palmerston North. Durch diese Bildungseinrichtungen leben relativ viele junge Menschen in Palmerston North.

## Kurioses
Im Jahr 2007 wurde eine städtische Deponie bei Palmerston North in „Mount Cleese“ umbenannt, nachdem der britische Komiker John Cleese nach seiner Neuseeland-Tour im Jahr 2005 die Stadt als „Selbstmord-Hauptstadt Neuseelands“ bezeichnet hatte. Nach einem unglücklich verlaufenen Gastspiel in der Stadt sagte Cleese:

“If you wish to kill yourself but lack the courage to, I think a visit to Palmerston North will do the trick.”

„Wenn Sie sich umbringen möchten, aber den Mut dazu nicht aufbringen, könnte ein Besuch in Palmerston North hilfreich sein.“

Tatsächlich liegt die Selbstmordrate der Stadt im neuseeländischen Durchschnitt.

## Persönlichkeiten
- Ernest Sutherland (1894–1936), Zehnkämpfer und Speerwerfer
- Thelma Kench (1914–1985), Sprinterin
- Christopher Small (1927–2011), Musikwissenschaftler, Komponist und Autor
- Kenneth Minogue (1930–2013), politischer Philosoph und Professor
- Arthur Candy (1934–2019), Radrennfahrer
- Warren Cole (1940–2019), Ruderer
- Sylvia Potts (1943–1999), Mittelstreckenläuferin
- John Clarke (1948–2017), Satiriker, Drehbuchautor und Schauspieler
- Frank Oliver (1948–2014), Rugby-Union-Nationalspieler
- Steve Maharey (* 1953), Soziologe und Politiker
- Julie Brougham (1954–2021), Dressurreiterin
- Grant Major (* 1955), Szenenbildner
- Anthony Cuff (* 1957), Radrennfahrer
- Sally Clark (* 1958), Vielseitigkeitsreiterin
- Angela Dwyer (* 1961), Malerin
- Donald Cowie (* 1962), Segler
- Sandra Paintin (* 1963), australische Biathletin
- Kerrin Harrison (* 1964), Badmintonspieler
- Scott Ludlam (* 1970), australischer Politiker
- Metiria Turei (* 1970), Politikerin und Umweltschützerin
- Grant Robertson (* 1971), Politiker
- Shane Reed (1973–2022), Triathlet
- Matt Penman (* 1974), Jazz-Bassist
- Matthew Reed (* 1975), Triathlet
- Rachel Imison (* 1978), australische Hockeyspielerin
- Shane Dobbin (* 1980), Inline-Speedskater und Eisschnellläufer
- Erin O’Hara (* 1983), Triathletin
- David Seymour (* 1983), Politiker
- Steven Old (* 1986), Fußballspieler
- George Whitelock (* 1986), Rugby-Union-Spieler
- Jacob Spoonley (* 1987), Fußballtorwart
- Adam Whitelock (* 1987), Rugby-Union-Spieler
- James Tamou (* 1988), australischer Rugby-League-Spieler
- Simon van Velthooven (* 1988), Bahnradsportler
- Sam Whitelock (* 1988), Rugby-Union-Spieler
- Brendon Hartley (* 1989), Automobilrennfahrer
- Gemma Dudley (* 1990), Radsportlerin
- Jake Gleeson (* 1990), Fußballspieler
- Adam Milne (* 1992), Cricketspieler
- James Oram (* 1993), Radrennfahrer
- Jordan Castle (* 1996), Bahnradsportler
- Luke Mudgway (* 1996), Radrennfahrer
- Hannah Rowe (* 1996), Cricketspielerin
- Campbell Stewart (* 1998), Radsportler
- Emily Shearman (* 1999), Bahnradsportlerin
- Elijah Just (* 2000), Fußballspieler
- Kaitlyn Watts (* 2001), Squashspielerin